# Avesnes-sur-Helpe
Avesnes-sur-Helpe är en kommun i departementet Nord i regionen Hauts-de-France i norra Frankrike. Kommunen är chef-lieu över 2 kantoner som tillhör arrondissementet Avesnes-sur-Helpe. År 2022 hade Avesnes-sur-Helpe 4 088 invånare.

## Befolkningsutveckling
Antalet invånare i kommunen Avesnes-sur-Helpe
| Referens: INSEE |